# Богуславець
Богусла́вець — село в Україні, у Золотоніському районі Черкаської області, підпорядковане Вознесенській сільській громаді. Населення — 864 особи.
Село розташоване на річці Суха Згар за 11 км на схід від районного центру — міста Золотоноша та за 1,5 км від залізничної платформи Богуславець.

## Історія
Село виникло в середині 17 століття, перша згадка датована 1660 роком.
Стосовно походження назви села існує два перекази. У першому йдеться про те, що задніпрянські козаки перебралися через річку Згар і загрузли в болоті, а коли вибрались, полегшено зітхнули — «Слава Богу». Оселившись на цьому місці вони назвали село Богуславець. Стосовно іншого переказу гетьман Петро Дорошенко вивів козаків з Правобережжя і оселив на цьому місці.
У 17 — 18 століттях Богуславець був козацьким селом, котре належало Золотоніській сотні. За описами Київського намісництва у 80-ті роки 18 століття у селі було 67 дворів з населенням 280 чоловік. У селі тоді був дворянський маєток, 35 дворів належали виборним (заможним) козакам, два козацьким підпомічникам, 30 посполитим і козацьким підсусідкам.
На 1910 рік земським переписом у селі зафіксовано 1408 мешканців.
Село постраждало внаслідок геноциду українського народу, проведеного окупаційним урядом СРСР 1932—1933 та 1946–1947 роках.
280 мешканців села брали участь у боях радянсько-німецької війни на боці СРСР, 60 нагороджені орденами й медалями. На їх честь в селі споруджено обеліск Слави, на братській могилі радянських військових, що загинули при відвоюванні села споруджено пам'ятник.
Станом на початок 70-х років ХХ століття в селі розміщувалась центральна садиба колгоспу «Прогрес», за яким було закріплено 2,3 тисячі га сільськогосподарських угідь, у тому числі 2 тисячі га орної землі. Господарство спеціалізувалось на вирощуванні зернових і м'ясо-молочному тваринництві.
Також на той час працювали восьмирічна і дві початкові школи, будинок культури на 300 місць, бібліотека з фондом 7,3 тисяч книг, фельдшерсько-акушерський пункт, пологовий будинок, дитячі ясла, три магазини.

## Сучасність
У Богуславецькій школі діє музей Михайла Максимовича. Основу музейної колекції складають археологічні знахідки з місця колишньої садиби Тимківських, фотоматеріали з Прохорівки, виставка творів про Михайла Максимовича.
На території села діє СТОВ «Прогрес», утворене 12 січня 2000 року на базі колгоспу. Основний напрямок господарства — вирощування зерна, цукрових буряків і м'ясо-молочне тваринництво.

## Відомі люди
На хуторі Тимківщина, біля села, народився Максимович Михайло Олександрович (*3 вересня 1804 — †10 листопада 1873) — видатний український історик, філолог, етнограф, фольклорист, ботанік, поет і перший ректор Київського університету.
16 січня 1931 року в селі народився український поет Іван Семенович Дробний.

## Природно-заповідний фонд
У селі розташована ботанічна пам'ятка природи місцевого значення Липа Максимовича.